# Guillaume Legrant
Guillaume Legrant (c. 1380–1450) va ser un compositor i clergue francès del primer Renaixement.

## Vida i obra
Els historiadors musicals només han pogut determinar l'any aproximat del naixement i la mort de Guillaume Legrant; les dates respectives, així com els llocs de naixement i mort, encara són desconeguts. El seu nom original era Guillaume Lemacherier. Va treballar com a clergue a la Sainte-Chapelle del duc de Berry a Bourges del 1405 al 1410, i com a capellà des del 1407. A Bourges, el compositor també es va reunir amb Johannes Cesaris, Johannes de Bosquet (m. 1406), Paullet, Pierre Fontaine i Nicholas Grenon. Alguns historiadors musicals creuen que va ser a Constança el 1417 per al Concili de Constança que s'hi va celebrar. De 1418 a 1421, està documentat com a membre de la capella papal sota el papa Martí V. Després va servir com a beneficiari a la diòcesi de Rouen i va estar al servei del duc Carles I d'Orleans. Una de les misses que va compondre, un Credo, va ser escrita durant aquest període (1426). Legrant va tenir diversos beneficiaris a la diòcesi de Rouen, un dels quals encara en tenia el 1449. No hi ha més informació disponible sobre ell per al període posterior.

## Importància
Les obres supervivents de Legrant consisteixen en composicions sagrades i seculars. Algunes d'elles poden haver estat compostes ja a Bourges. El seu Gloria i els dos Credos alternen entre dues o tres parts. Es troben entre les primeres composicions conegudes que distingeixen entre la interpretació solista i la coral. Les quatre cançons existents són totes virelais i es conserven en una sola font.
Les obres sagrades de Legrant són sil·làbiques i rítmicament simples en la seva declamació. Segueixen la pràctica, al voltant de 1410 a 1420, d'alternar entre cants solistes aguts de dues parts (unus) i parts tutti més greus de tres parts (chorus). En l'escriptura vocal es noten progressions cromàtiques a l'estil de musica ficta (mitjançant alteracions addicionals) i seccions transversals musicals, que recorden els moviments de misses de Guillaume Dufay de la dècada de 1420. Aquesta tendència cap a la posició de veu cromàtica també és evident als virelais "Ma chiere", "Pour l'amour" i "Or avant", amb els seus textos rústics a l'estil de les obres de Robert et Marion o la chanson rustique. Al virelai "Or avant", la textura homofònica i el caràcter popular emfatitzat s'animen mitjançant repeticions de tons parlants amb imitació rítmica. En canvi, el virelai cortesà "La douce fleur" conté un contrapunt més complex.
== Obres ==* Obres Sacres (Música Vocal)
- - Glòria per a tres veus
  - Credo per a tres veus (datat el 1426)
  - Credo per a tres veus
- Obres Seculars (Música Vocal)
  - Virelai "La doulce flour" per a tres veus (anònim, amb l'acròstic "LE GRANT GUILLAUME")
  - Virelai "Ma chiare mestresse" per a tres veus
  - Virelai "Or avant, gentilz fillettes" per a tres veus
  - Virelai "Pour l'amour de mon bel amy" per a tres veus
  - Contratenor de "A son plaisir" de Pierre Fontaine per a tres veus
  - Peça sense text (rondeau?) en arranjament de teclat per a tres veus del Lochamer Liederbuch i del Buxheimer Orgelbuch